# Mor ve Ötesi
Mor ve Ötesi (însemnând violet (mov) și mai mult de atât; joc de cuvinte de la morötesi, însemnând ultraviolet) este o formație turcă de alternative rock din Istanbul. Cei patru membri actuali sunt Harun Tekin (voce și chitară), Kerem Kabadayı (baterie), Burak Güven (chitară bas) și Kerem Özyeğen (chitară). Printre foștii membri se numără Alper Tekin (fără legătură cu Harun) și Derin Esmer. Trupa a realizat un mare succes cu lansarea albumului Dünya Yalan Söylüyor.
Pe 10 decembrie 2007, İbrahim Șahin, manager general al Turkish Radio and Television Corporation, a anunțat că Mor ve Ötesi vor reprezenta Turcia la Eurovision Song Contest 2008 cu melodia Deli.

## Discografie
- Şehir (1996)
- Bırak Zaman Aksın (1999)
- Gül Kendine (2001)
- Yaz (EP) (2003)
- Dünya Yalan Söylüyor (2004)
- Büyük Düşler (2006)
- Başıbozuk (2008)